# ووتر مول
ووتر مول (هلندی: Wouter Mol؛ زادهٔ ۱۷ آوریل ۱۹۸۲) دوچرخه‌سوار اهل هلند است.
از باشگاه‌هایی که در آن رکاب زده‌است می‌توان به تیم دوچرخه‌سواری وکانسولیل–دی‌سی‌ام و دلتا سایکلینگ روتردام اشاره کرد.